# Tristano Pangaro
Tristano Pangaro (Monfalcone, 27 giugno 1922 – Palmanova, 1º maggio 2004) è stato un calciatore italiano, di ruolo difensore.

## Biografia
Era suocero del rallysta Mario Mannucci.

## Caratteristiche tecniche
Ricordato come una «gloria del calcio bisiaco», fu un «terzino destro elegante e preciso».

## Carriera
Iniziò a giocare tra le file della società cittadina del C.R.D.A. Monfalcone, in Serie C, dove militò fino alla sospensione dei campionati dettata dagli eventi della seconda guerra mondiale. Dopo un passaggio alla Pro Gorizia nell'immediato dopoguerra, approdò all'Inter, in Serie A, dove s'impose titolare sul finire degli anni 40 del XX secolo.
Nel decennio seguente proseguì quindi la carriera tra Serie B e C con le maglie di Empoli, Molfetta e Salernitana, prima appendere gli scarpini al chiodo nel 1955 dopo un biennio al Marsala, in IV Serie.